# サービア教徒
サービア教徒（サービアきょうと、アラビア語: صابئی、英語: Sabians）とは、イスラームの聖典クルアーン（コーラン）のなかで啓典の民として言及されるもののひとつ。または本来のサービア教徒ではないが、諸事情によってサービア教徒を自称したマイノリティー集団。あるいは現在慣習的にサービア教と呼ばれるローカルな宗教に属する人々。

## クルアーンにおけるサービア教徒
サービア教徒はクルアーン中の三箇所で、以下のように啓典の民のひとつとして名を挙げられているが、クルアーンのいうところの「サービア教徒」が、いかなる宗教に属する人々を指した（意図していた）のかは謎とされる。なお、引用文中ではサービア教徒は「サバ人」と表記されている。
古代南アラビアのサバア王国（Sheba）に関連づける説もあるが、より有力視されるのは、イスラーム成立当時のイラク南部に存在したと見られるグノーシス的なキリスト教の一分派、あるいはマンダ教徒をサービア教徒にあてる見解である。
いずれにせよ、アラビア語で「サービア教徒」（صابئی）という名詞を構成するص、ب、ع （ s - b - ' ）という三つの語根の組み合わせが「水に漬ける」、「水に浸す」などの意味を持つため、クルアーンの指す「サービア教徒」は何らかの洗礼儀礼を持っていたと考えられる。古い文献にはサービア教徒を星辰崇拝者とする記述もあるが、これは後述するハッラーンの「偽サービア教徒」との混同によると思われる。

## イラクの「サービア教徒」

### マンダ教徒
ヨルダン川流域に興り、3世紀頃にイラク南部に移住したマンダ教徒（マンダヤ教徒、マンデ人）をサービア教徒と呼ぶことがある。そもそもクルアーンがサービア教徒という名によって示していたのがマンダ教徒であり、この呼称は正当であるとする見解もあるが、確実な証拠はない。イスラームによるイラク征服以降に、後述するハッラーンの星辰崇拝者たちと同じく安全保障のためにサービア教徒を称したか、もしくはイスラーム側の誤解によっていつしかサービア教徒と見なされるにいたったものという見解もある。
マンダ教徒は洗礼儀礼を重視し、その教義はユダヤ教やミトラ教とも密接な関係を持つが、グノーシス的な世界観を持つ。地上や人間を創造したプタヒルは下等神であり、モーセ、イエス・キリストやムハンマドは偽預言者であるとされる。洗礼者ヨハネを崇敬するが、これはイスラーム支配下で啓典の民として信仰を認めてもらうために、ヨルダン川と洗礼との縁から付加されたものとされる。マンダ教徒は今日もイラク南部の大湿地帯からアラブ系住民の多いイランのフーゼスターン地方にかけて分布する。現在のイラク情勢に関する文脈で登場するサービア教徒は、おおむねマンダ教徒のことである。

### スッバ
イラク南部からイランにかけてスッバという少数派宗教集団が分布する。彼らもサービア教徒と呼ばれることがある。スッバの歴史や信仰について詳細は知られていないが、一種の洗礼儀礼を有し、「スッバ」という呼称自体がアラビア語で「洗礼の徒」を意味する。そのためユダヤ教ないしキリスト教の系列に属するという説が有力である。同様に洗礼儀礼を有するマンダ教徒をスッバと呼ぶこともあるため、両者を混同しないよう注意が必要である。

## ハッラーンの「偽サービア教徒」[要出典]
特異な星辰信仰者、取り立て月神崇拝者であったシリアのハッラーンの住民は、サービア教徒と呼称されていた。イスラーム史上でサービア教徒といった場合、このハッラーンの住民の子孫を指すことが多い。
ハッラーンのサービア教徒の存在を示す代表的な一次資料としてアッバース朝時代のバグダッドのイブン・ナディームの『目録の書』や同時代のビールーニーの『古代諸民族年代記』が挙げられる。
13世紀シリアの地理学者ディマシュキーが記したところによれば、「ハッラーンには月のための家があり，それはその（＝ハッラーン）の砦であり……（中略）……タタール人の侵入まで存続し」たとある。また同時代のバル・ヘブラエウスによれば、カリフに任ぜられたハッラーン総督がハッラーンの異教徒に自らの儀礼をおこなうことを許していたとされている。

### 歴史
830年、アッバース朝の第7代カリフ、マアムーンは東ローマ帝国への遠征途上でシリア北部の町ハッラーン（ハラン）を通過したさいに、その住民が既知のいかなる宗教とも異なる独自の信仰を持つことを知った。マームーンはハッラーンの住民が一定期間内にイスラームないしクルアーンによって許容されたいずれかの宗教（いわゆる啓典の民）に改宗しなければ、彼らをジハードの対象とすることを宣言した。
ハッラーンの住民の多くはイスラームやキリスト教に改宗したが、一部の住民はサービア教徒を自称した。これはクルアーンに登場するサービア教徒の存在や実態がハッラーン周辺ではまったく知られておらず、ハッラーンの住民が旧来の慣習や信仰形態を変えることなくイスラームの体制内に入るのに好都合であったためである。
ハッラーンの自称サービア教徒の一部はやがてバグダードに移住し、独自のコミュニティーを築いた。彼らのなかには、さまざまな分野の学術研究を通じてイスラーム文化史上に大きな功績を残した者も多い。
ハッラーンのサービア教徒の存在はその後も長く伝えられたが、現在では消滅している。彼らの衰退と消滅の経緯についての詳細は不明であるが、時代を経るにつれて徐々に周辺のイスラーム社会に同化していったものと思われる。
一部にハッラーンのサービア教徒の信仰を、現在クルド人のあいだで信じられているヤズディ教の前身とする説もあるが、確かな証拠は存在しない。

### 信仰形態
ハッラーンはアッシリア時代から月神シンの崇拝の中心地であったうえ、古代末期からは後期ヘレニズム文化の一大中心地となっていた。そのためイスラーム時代のハッラーンでは新プラトン主義の影響を受けた独特の星辰崇拝が行なわれていた。ハッラーンのサービア教徒の家宅跡で発掘された扉の叩き金にはプラトンの対話編から引用された文言が刻まれていたという。
9世紀から13世紀にかけて中世イスラーム世界では「サービア教徒の都市」はすなわちハッラーンとされていた。そのため、ハッラーンの住人はすなわちサービア教徒であるという転倒も見られ、本来のクルアーンの記述とは関係なく、サービア教徒という名が星辰崇拝者の同義語として用いられることも多い。

### 「偽サービア教徒」に連なる著名人
ハッラーンのサービア教徒の子孫で、イスラーム文化史上に名を残した主要な人物。彼らはギリシャ語、シリア語、アラビア語に通じていたため、古代ギリシャの諸学問のアラビア語への翻訳に貢献し、イスラム科学の礎を築いた。ただしバッターニーやヒラール・サービーのようにイスラームに改宗した者も含む。
- サービト・イブン＝クッラ（翻訳者、医学者、数学者、天文学者）
- バッターニー（数学者、天文学者）
- イブン＝ワッシーヤ（10世紀の農学者、『ナバテア人の農書』の著者）
- アブー・イスハーク・サービー（歴史家、書記術の大家）
- ヒラール・サービー（歴史家、アッバース朝の宮廷書記）

## ニューエイジ思想における「サービア教徒」
現代アメリカを中心とするニューエイジ運動では、エイドリアン・ギルバートの著作などによってサービア教徒の信仰がヘルメス思想やミトラ教と結びつけて解釈され、独特の秘教的なイメージで人気を博している。ニューエイジのグループにはサービア教徒を名乗るものも多い。